# Levymanus
Genre
Levymanus est un genre d'araignées aranéomorphes de la famille des Palpimanidae.

## Distribution
Les espèces de ce genre se rencontrent en Iran, en Arabie saoudite, aux Émirats arabes unis, en Israël et en Éthiopie.

## Liste des espèces
Selon World Spider Catalog (version 21.5, 06/01/2021) :
- Levymanus dezfulensis Zamani & Marusik, 2020
- Levymanus gershomi Zonstein & Marusik, 2013
- Levymanus ras Zonstein, Marusik & Kovblyuk, 2017

## Étymologie
Ce genre est nommé en l'honneur de Gershom Levy.

## Publication originale
- Zonstein & Marusik, 2013 : « On Levymanus, a remarkable new spider genus from Israel, with notes on the Chediminae (Araneae, Palpimanidae). » ZooKeys, no 326, p. 27-45 (texte intégral).